# Croton setiger
Croton setiger (лат.) — однолетнее травянистое растение, вид рода Кротон (Croton) семейства Молочайные (Euphorbiaceae). Произрастает в большинстве западных штатах США и в северо-западной Мексике. Натурализован в других местах, включая части Австралии.

## Описание
Croton setiger — однолетнее травянистое приземистое растение с пушистыми войлочными шестиугольными листьями бледно-розово-зелёного цвета. Маленькие зелёные цветки покрыты мягкими щетинками. Цветёт с июня по октябрь. Плод — коробочка..

Croton setiger
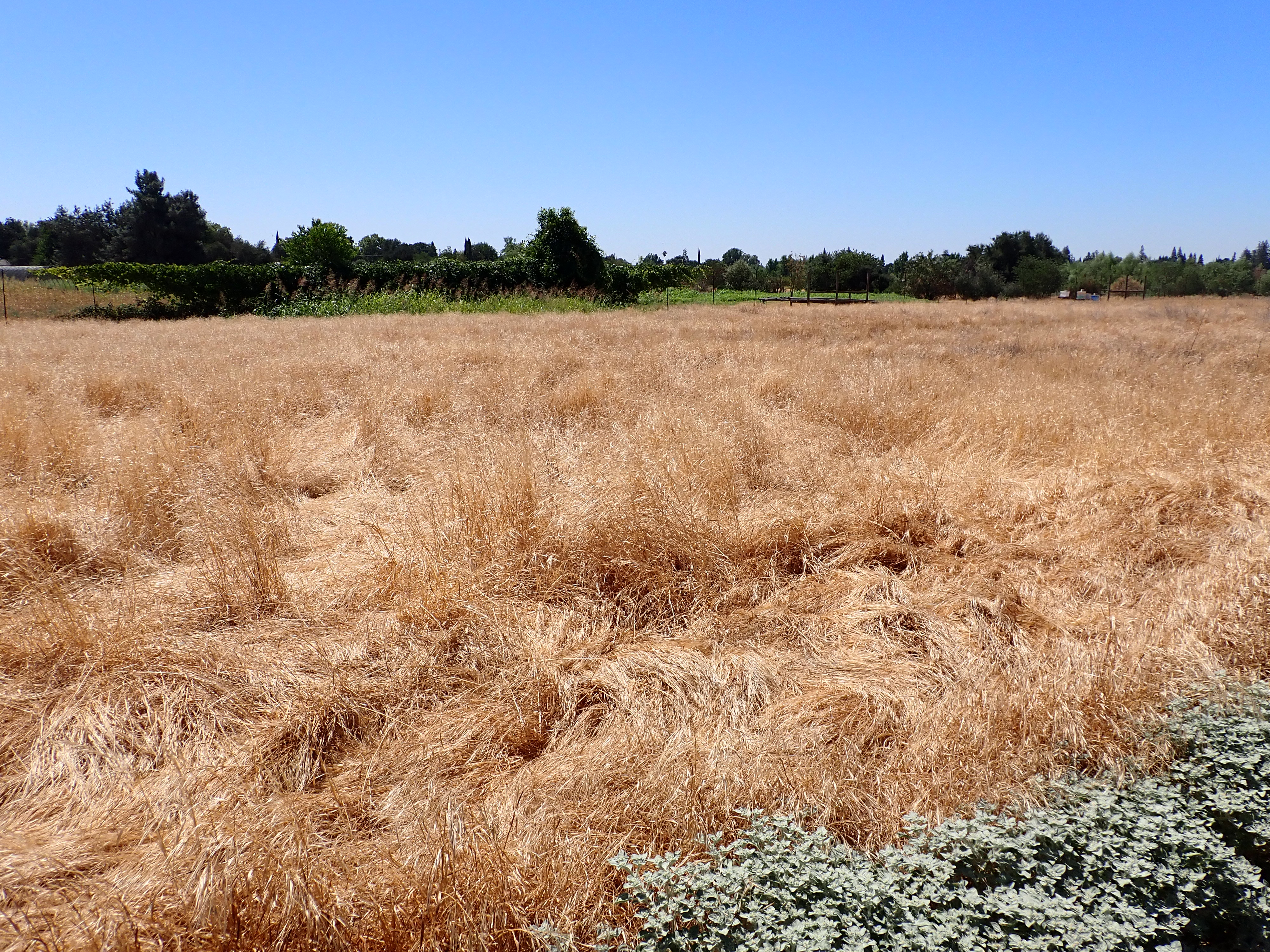
В природе
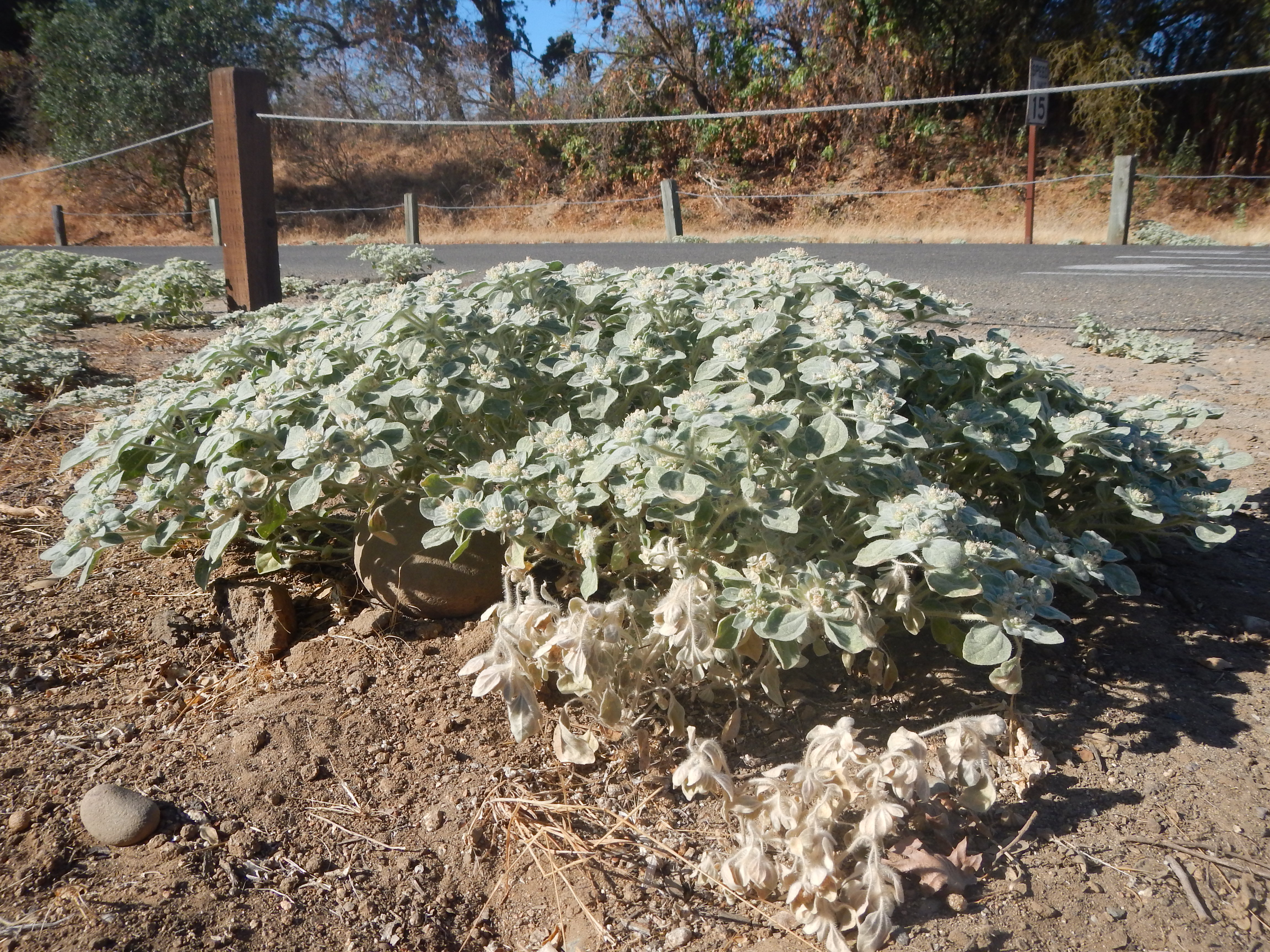
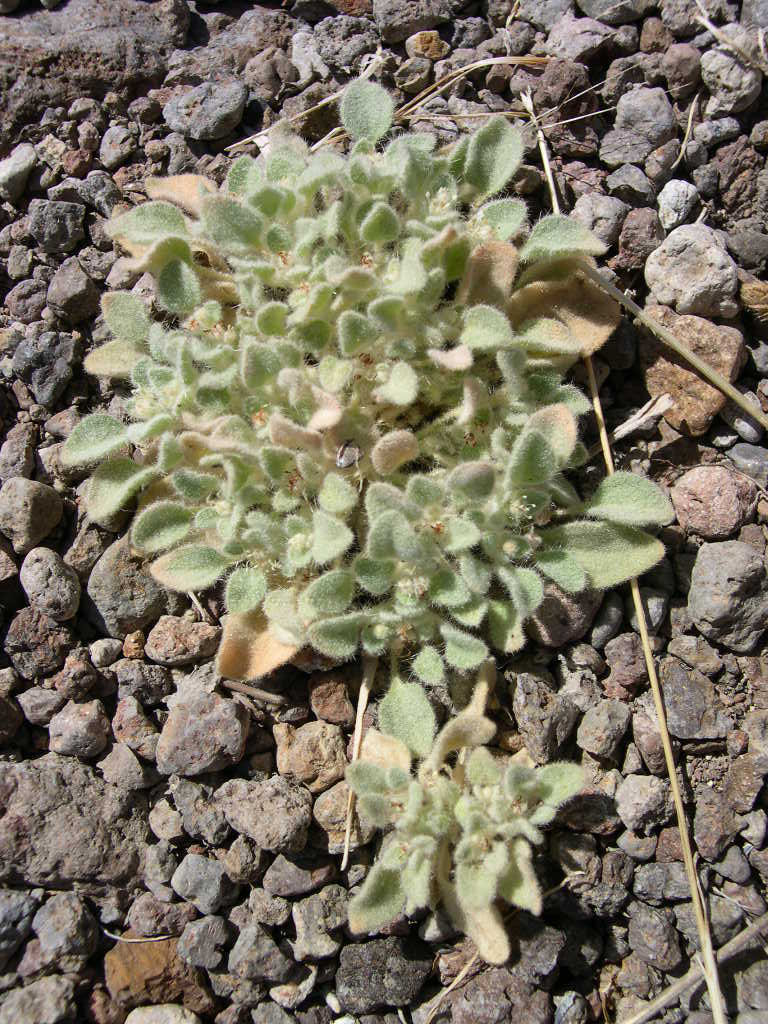
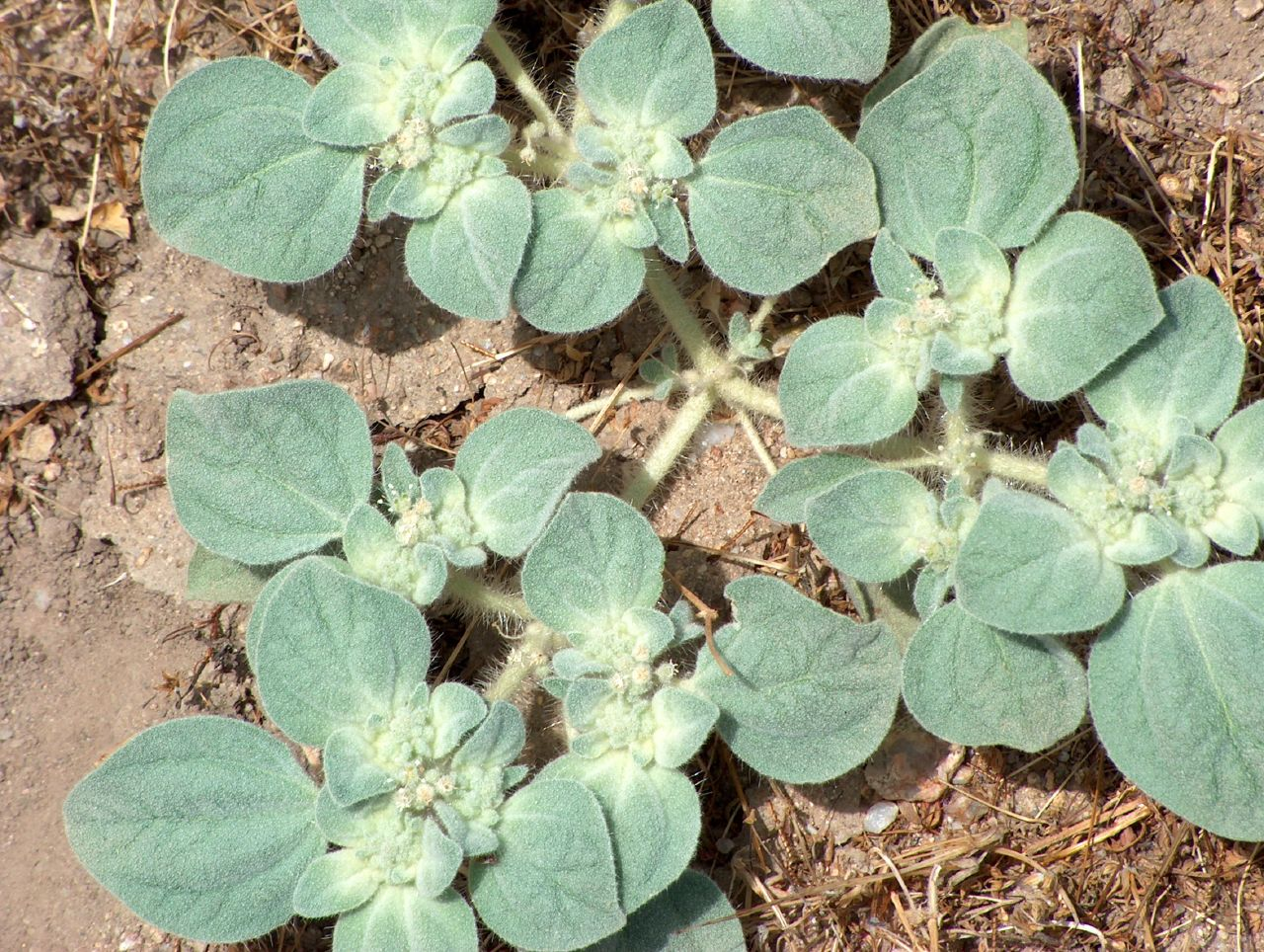
Общий вид
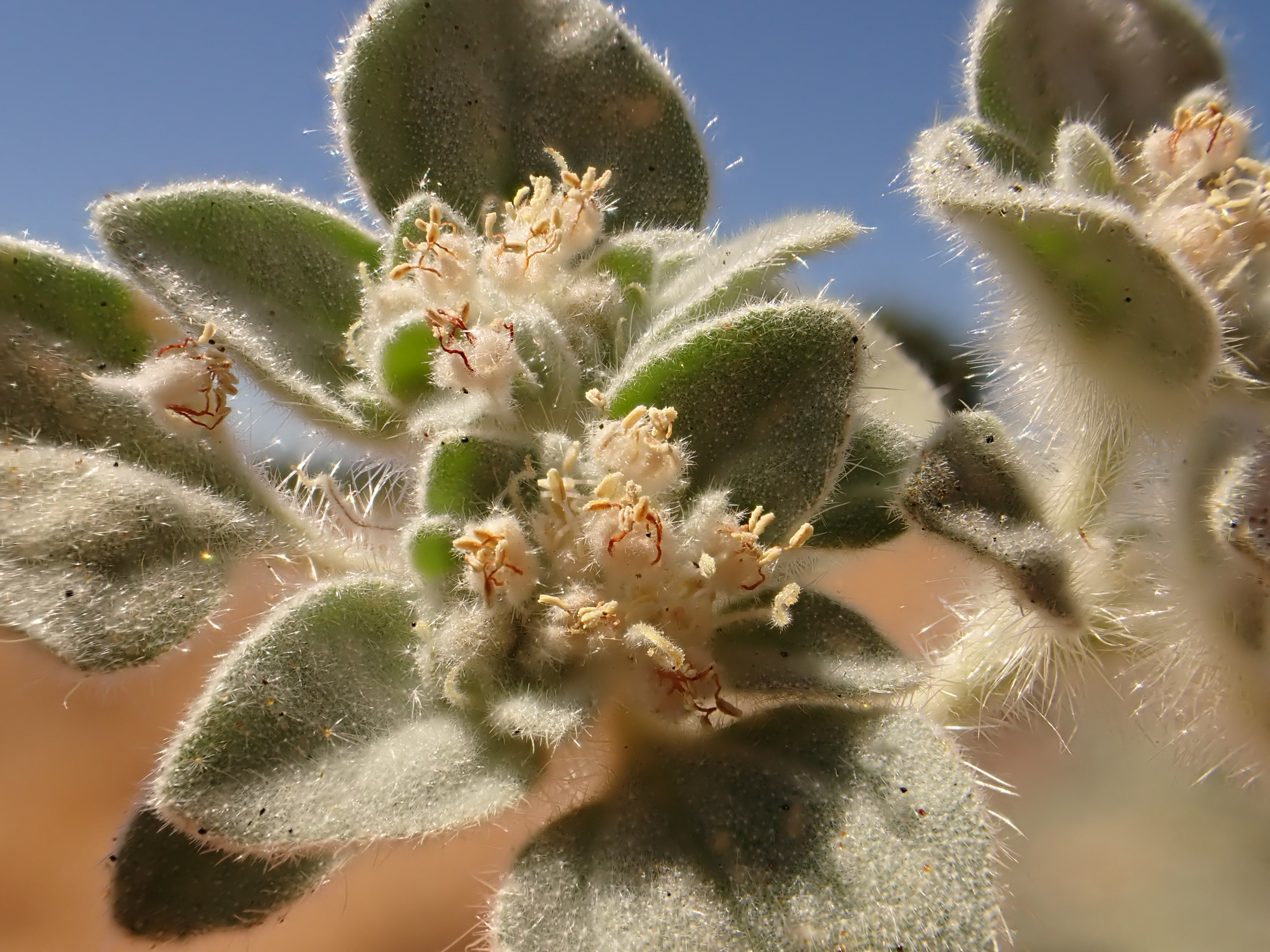
Цветки
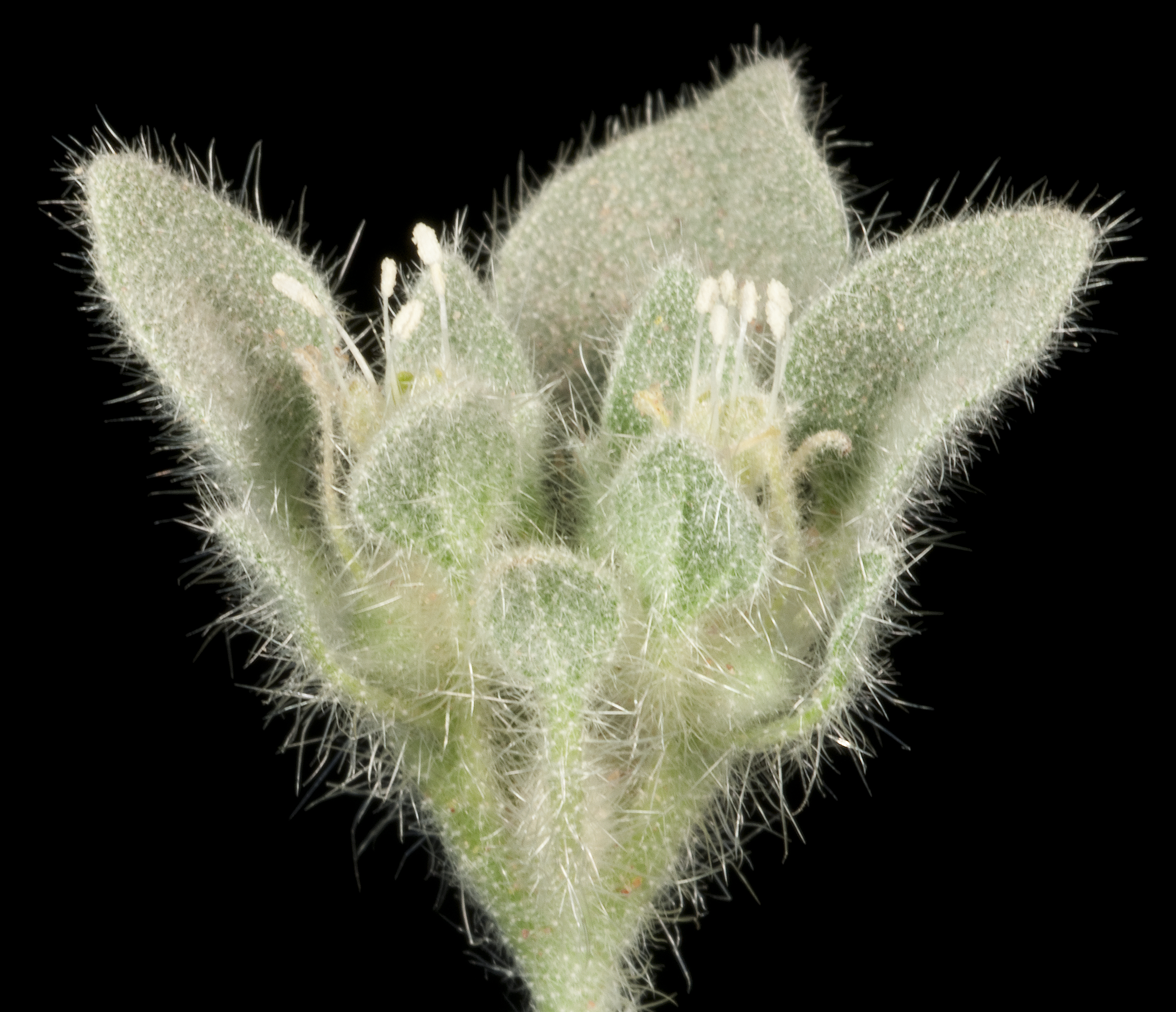

## Ареал и местообитание
Растение распространено на западе США в штатах Аризона, Калифорния, Айдахо, Невада, Орегон, Юта и Вашингтон и в северо-западной Мексике в Нижней Калифорнии. Предпочитает прибрежные полынные заросли, лесные массивы, луга, окраины полей, русла сухих ручьёв, нарушенные территории.

## Экология
Несмотря на токсичность растения для некоторых видов, семена охотно поедаются птицами.

## Культивирование
Вид используется как декоративное растение из-за низкой и округлой формы.

## Использование
Листва ядовита для животных, а измельчённые растения использовались как коренными американцами, так и более поздними иммигрантами в качестве рыбного яда, чтобы оглушить рыбу и облегчить её ловлю. Использование в качестве рыбного яда было известно также и ранним испанским поселенцам американского Юго-Запада. При измельчении листья имеют сладковатый запах, который некоторые находят неприятным. Народ майду на северо-востоке Центральной Калифорнии широко использует растение в медицинских целях в дополнение к его использованию в качестве рыбного яда. Семена растения так сильно привлекают голубей, что коренные американцы использовали концентрат растения для приманивания и ловли этих птиц. 